# Okręg Sălaj
Sălaj – okręg w północno-zachodniej Rumunii (Kriszana i Siedmiogród), ze stolicą w mieście Zalău. W 2011 roku liczył 224 384  mieszkańców. Okręg ma powierzchnię 3864 km², a w 2002 roku gęstość zaludnienia wynosiła 67 os/km².

## Struktura narodowościowa
Według spisu ludności z roku 2011 okręg Sălaj zamieszkiwały następujące narodowości:
- Rumuni – 66,1%
- Węgrzy – 22,4%
- Romowie – 6,7%
- Słowacy – 0,498%
- Niemcy – 0,025%
- Włosi – 0,018%
- Ukraińcy – 0,013%
- Czangowie – 0,006%
- Żydzi – 0,002%
- Polacy – 0,002%

## Miasta
- Zalău (węg. Zilah)
- Șimleu Silvaniei (węg. Szilágysomlyó)
- Jibou (węg. Zsibó)
- Cehu Silvaniei (węg. Szilágycseh)

## Gminy
- Agrij
- Almașu
- Băbeni
- Bălan
- Bănișor
- Benesat
- Bobota
- Bocșa
- Boghiș
- Buciumi
- Camăr
- Carastelec
- Chieșd
- Cizer
- Coșeiu
- Crasna
- Creaca
- Crișeni
- Cristolț
- Cuzăplac
- Dobrin
- Dragu
- Fildu de Jos
- Gâlgău
- Gârbou
- Halmășd
- Hereclean
- Hida
- Horoatu Crasnei
- Ileanda
- Ip
- Letca
- Lozna
- Măeriște
- Marca
- Meseșenii de Jos
- Mirșid
- Năpradea
- Nușfalău
- Pericei
- Plopiș
- Poiana Blenchii
- Românași
- Rus
- Sălățig
- Sărmășag
- Sâg
- Sânmihaiu Almașului
- Someș-Odorhei
- Surduc
- Șamșud
- Șimișna
- Treznea
- Valcău de Jos
- Vârșolț
- Zalha
- Zimbor

W okręgu znajduje się rezerwat przyrody Las Lapiș.